# 마법소녀 나
마법소녀 나(魔法少女 俺)는 모우콘 잇초쿠센이 원작한 일본의 만화 작품이다.

## 줄거리
아이돌 유닛 매지컬 트윈의 멤버인 우노 사키는 인기 아이돌 그룹 STAR☆RICE의 멤버이자 친구 미카케 사요코의 오빠인 미카게 모히로를 연모하는 중이다. 그러던 어느 날 그녀는 자기 어머니가 옛날에 마법소녀였던 것을 알고 충격을 받는다. 그러다 모히다가 정체불명의 괴생명체에게 납치당해 이상한 곳으로 끌려가려던 것을 발견한 사키는 마법소녀로 깨어나게 하지만, 남자의 모습이었다. 요술봉을 사용하여 괴생명체들을... 순수한 격투로 때려눕히고 모히로를 구해낸다.
이후로 마물들이 계속 모히로를 노리는 가운데, 사요코에게도 심상찮은 변화가 생기는데...